# 以色列信使报
《以色列信使报》（英語：Israel's Messenger），又称《犹太月报》，是1904年至1941年在上海出版的一份英文报纸，也是上海犹太社群发行时间最长的英文报纸。該報紙由尼西·以斯拉創辦，他担任该报总编辑達30多年，直到1936年去世為止。

## 历史

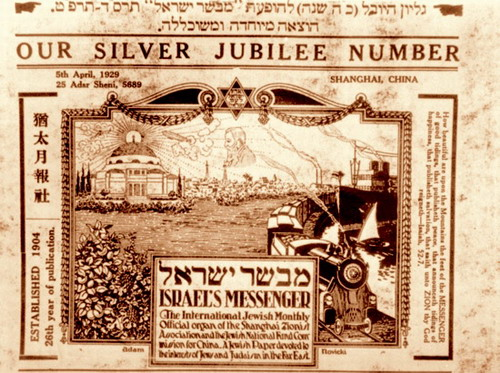
1929年4月5日的以色列信使报

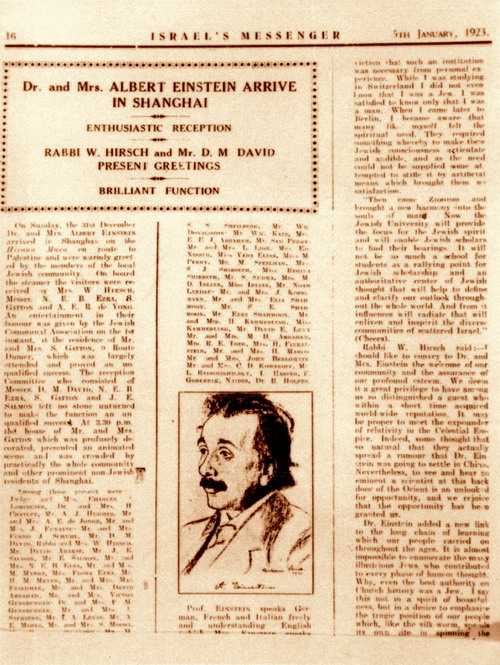
1923年1月5日的以色列信使报，截圖是一篇关于阿尔伯特·爱因斯坦访问上海的文章

以色列信使报由塞法迪犹太人尼西·以斯拉于1904年创立，當時該報是上海錫安主義协会（Shanghai Zionist Association）的機關報。該報除了宣传錫安主義外還會报道上海犹太社区的活动和中国其他地区以及世界上發生的大事。該報一開始是每两周出版一次，后来改為每月出版一次。該報一度於1910年2月至1918年9月期间暂停出版，後來恢復出版。尼西·以斯拉出任该报总编辑並且時長達30多年，直至1936年去世為止。1936年以斯拉去世后，該報由他的妻子继承，1941年10月17日該報最后一期出版後停刊。

### 引用
1. ↑  . export.shobserver.com.   [2022-07-29]. （原始内容存档于2022-07-29）.
2. ↑  Bei Gao 2013，第14頁.
3. ↑  Ristaino 2003，第131頁.
4. ↑  Goldstein 1998，第151頁.
5. ↑  Cesarani 2014，第186頁.
6. ↑  Goldstein 1998，第252頁.
7. ↑  . www.jiemian.com.   [2022-07-29]. （原始内容存档于2022-07-29）.

### 书目
- Bei Gao. . Oxford University Press. 2013  [2022-07-29]. ISBN 978-0-19-984090-8. （原始内容存档于2022-07-29）.
- Cesarani, David. . Routledge. 2014  [2022-07-29]. ISBN 978-1-135-29246-1. （原始内容存档于2022-07-29）.
- Goldstein, Jonathan. . M.E. Sharpe. 1998  [2022-07-29]. ISBN 978-0-7656-3631-7. （原始内容存档于2022-07-29）.
- Ristaino, Marcia Reynders. . Stanford University Press. 2003  [2022-07-29]. ISBN 978-0-8047-5023-3. （原始内容存档于2022-07-29）.